# 29. Bayerische Theatertage Bamberg 2011

Logo der 29. Bayerischen Theatertage 2011

Die 29. Bayerischen Theatertage fanden vom 24. Mai bis 11. Juni 2011 in Bamberg statt, das damit zum fünften Mal nach 1984, 1992, 1999 und 2005 Gastgeber des größten bayerischen Theaterfestivals war. Zu diesem Zeitpunkt war Bamberg damit häufigster Veranstaltungsort der Bayerischen Theatertage.

## Programm
Insgesamt 27 verschiedene Bühnen aus ganz Bayern führten im Rahmen der 29. Bayerischen Theatertage 2011 Produktionen aller Art auf. Als Spielstätten dienten vor allem das Große Haus und das Studio des E.T.A.-Hoffmann-Theaters in Bamberg, einige Produktionen wurden an anderen Orten aufgeführt.